# Astragalus weixiensis
Astragalus weixiensis är en ärtväxtart som beskrevs av Y.C.Ho. Astragalus weixiensis ingår i släktet vedlar, och familjen ärtväxter. Inga underarter finns listade i Catalogue of Life.